# Comissari Dupin: Onades bretones
Comissari Dupin: Onades bretones o Comissari Dupin: Ones bretones (originalment en alemany, Kommissar Dupin – Bretonische Brandung) és un llargmetratge alemany de 2014. La pel·lícula policial està basada en la novel·la Bretonische Brandung – Ein Fall für Kommissar Dupin de Jean-Luc Bannalec. És el segon volum de la sèrie de detectius sobre el comissari Dupin que ja s'han filmat per a televisió. El dia 27 de novembre de 2014 la pel·lícula es va emetre per televisió (ARD). La versió doblada al català oriental es va estrenar a TV3 el 29 de gener de 2022 amb el títol d'Onades bretones. També s'ha doblat al valencià per a À Punt amb el nom d'Ones bretones.
El rodatge va començar el 6 de maig de 2014 a llocs originals de Bretanya, entre d'altres, a les illes Glénan.

## Argument
A deu milles de la localitat de Concarneau, a la platja de l'illa de Saint-Nicolas, hi apareixen tres cossos. El comissari Dupin descobreix que els tres homes, després d'una vetllada regada amb vi al restaurant de l'illa, van sortir a navegar malgrat els avisos de tempesta, està temptat de tancar el cas i considerar-lo un tràgic accident de navegació. Però l'informe de les autòpsies indica tot el contrari, a més d'alcohol, tenien un elevat nivell de tranquil·litzants a la sang: es tracta d'un triple assassinat.

## Repartiment
- Pasquale Aleardi com a Georges Dupin, comissari de policia.
- Jan Georg Schütte com a Kadeg, ajudant del comissari.
- Ludwig Blochberger com a Riwal, ajudant del comissari.
- Annika Blendl com a Nolwenn
- Marie-Lou Sellem com a Solenn Nuz
- Albert Kitzl com a Pascal Nuz
- Alma Leiberg com a Muriel Lefort
- Michael Wittenborn com a Marc Leussot
- Esther Zimmering com a Claire Chauffin
- Lucie Heinze com a Maela Menez
- Waldemar Kobus com a Le Berre-Ryckboerec
- Wichart von Roëll com el doctor le Menn
- Marion Breckwoldt com a Madame Leroux
- Vincent Byrd le Sage com a Kireg Goulch
- Jean-Marie le Clerre com a Lucas Lefort
- Alicia Ducout com a Leonie